# 逍遥岩石刻
逍遥岩石刻，位于中国广东省河源市源城区东江边，为河源市的一个市、县级文物保护单位，类型为石窟寺及石刻，公布时间为1986年3月。
逍遥岩石刻的历史年代为宋代。